# حمام اردلان
حمام اردلان مربوط به دوره قاجار است و در شهرستان تویسرکان، روستای اشتران واقع شده و این اثر در تاریخ ۱۳۸۳/۱۱/۱۰ با شمارهٔ ثبت ۱۱۳۸۰ به‌عنوان یکی از آثار ملی ایران به ثبت رسیده است. خاندان اردلان تویسرکان ازنسل خان احمدخان اردلان حاکم کردستان می‌باشند.